# Montanhas Mariveles
As Montanhas Mariveles são localizadas na Península de Bataan, na ilha de Luzon, Filipinas. Seu pico mais alto, o Monte Mariveles, uma formação de origem vulcânica, se ergue a 1388 m acima do nível do mar.
Existem na cadeia rochosa mais três montanhas bastante exploradas pela comunidade de montanhismo local, enquanto a maioria ainda se encontra inexplorada. Tarak Ridge é uma montanha bastante visitada por praticantes de body-jumping, com seu ponto perfeito de mergulho situado em Barangay Aslas-asin.